# Am Fischmarkt (Lüneburg)
Der Straße Am Fischmarkt liegt am nordöstlichen Rande des Stadtzentrum von Lüneburg. Geprägt wird der Platz durch den Alten Kran.

Die Quelle der IDs und der Beschreibungen ist der Denkmalatlas Niedersachsen.

## Lage
Die Straße hat eine Länge von etwa 70 Meter und verläuft in Nord-Süd-Richtung. Westlich an die Straße schließt sich der Fischmarkt mit dem alten Kran an. Neben zwei weiteren Baudenkmalen prägt das Haus Altes Kaufhaus in der Kaufhausstraße 5 die Straße. Die Straße endet im Norden an der Straße Lünertorstraße, hier geht sie in die Kaufhausstraße über. Im Süden endet die Straße an der Bei der Lüner Mühle, weitere Straße kreuzen die kurze Straße nicht. Die Hausnummerierung beginnt im Süden an der östlichen Seite der Straße, im Westen der Straße gibt es keine Häuser.

## Geschichte
Bereits im Jahre 1410 war die Straße als „by deme vischmaecke“ benannt worden. Hier in der Nähe befand sich der „Häringssteg“, eine Laufbrücke mit Verkaufsbuden, in denen Fisch verkauft wurde. Diese Laufbrücke überquerte die Ilmenau und endet an der Südseite der Straße. Hier befand sich eine Freifläche als Teil des Lüneburger Hafens. Zu diesem Hafen gehörte der Alte Kran und das Alte Kaufhaus. Hier wurden Waren mit dem Kran an Land gebracht und im Kaufhaus gelagert. Im Jahre 1622 wurde hier erst ein kleines Kaufhaus gebaut, dieses wurde 1721 von einem größeren ersetzt. Von diesen Kaufhäusern ist heute nichts mehr vorhanden. Der Kran wurde 1860 stillgelegt, der Transport von Waren war auf die Bahn verlagert worden.

## Baudenkmale
| Lage                                            | Bezeichnung | Beschreibung | ID | Bild |
| ----------------------------------------------- | ----------- | --- | -- | ---- |
| Am Fischmarkt 53° 15′ 5″ N, 10° 24′ 48″ O       | Alter Kran  | Einen Kran an dieser Stelle ist bereits 1330 belegt. Im Jahre 1537 wurde der Kran mit einer neuen Mechanik versehen. 1795 wurde der Kran bei einem Hochwasser stark beschädigt, deswegen wurde 1797 ein neuer Kran gebaut. Die Tragkraft dieses Kranes betrug etwa 1,6 Tonnen. Mitte des 19. Jahrhunderts wurde der Transport auf die Bahn verlegt, daher wurde der Kran 1860 stillgelegt. Von 1999 bis 2004 wurde der Kran umfangreich restauriert.                                                                            |    |      |
| Am Fischmarkt 4a/4b 53° 15′ 4″ N, 10° 24′ 50″ O | Wohnhaus    | Das zweigeschossige, traufständige Haus hat ein Satteldach. Das untere Geschoss ist massiv aus Backstein errichtet worden, das obere Geschoss ist ein Fachwerkgeschoss, welches überkragt. In der Mitte befindet sich der Eingang von 4b, davor eine fünfstufige Treppe. Direkt rechts neben diesem Eingang befindet sich die Trennwand zwischen beiden Häusern. Im Dach des Hauses 4a befindet sich ein Aufzugserker, darunter eine Speichertür. Der Keller des Hauses ist über ein Kellerhals mit zwei Klapptoren zugänglich. |    |      |
| Am Fischmarkt 5 53° 15′ 4″ N, 10° 24′ 50″ O     | Wohnhaus    | Das zweigeschossige, traufständige Haus hat ein steiles Satteldach. Erbaut wurde es wahrscheinlich im 16. Jahrhundert. Die Fassade hat fünf Achsen, der Eingang befindet sich in der rechten Achse. Das Zwerchhaus geht über zwei Achsen, im Giebel des Zwerchhauses befindet sich ein Okulus. |    |      |